# Westcol
Luis Fernando Villa Álvarez (nascido em 24 de dezembro de 2000), conhecido como Westcol, é um streamer colombiano, YouTuber e personalidade da internet. Ele se tornou o criador mais seguido na plataforma Kick em 2024.

## Carreira
Villa iniciou sua carreira como criador de conteúdo no YouTube em 2015. Ele ganhou popularidade com transmissões de jogos como Minecraft e interações ao vivo. Em 2018, passou a transmitir também na Twitch, antes de migrar para a Kick em 2023.
Em 2024, fundou o projeto musical W Sound, em parceria com o produtor Ovy On The Drums. O projeto tem colaborações com artistas como Blessd, Valka, Ryan Castro e Beéle.
Ele também é conhecido por sua participação na Kings League Américas, com o clube West Santos FC, ao lado do cantor Arcángel.

## Controvérsias
Em 2022, Westcol fez declarações discriminatórias contra pessoas LGBT durante uma transmissão. A Corte Constitucional da Colômbia ordenou que ele se retratasse e participasse de treinamento sobre direitos humanos.

## Empresário e projetos comerciais
Além de sua carreira no streaming e na música, Westcol também se envolveu em diferentes negócios. Em 2023, lançou a marca de bonés WMerch, promovida através de suas redes sociais.
Ele também esteve vinculado a empreendimentos gastronômicos e de entretenimento em Medellín e Miami, incluindo sua participação na Factoría de Azúcar, um estabelecimento de sobremesas e bebidas localizado em Miami.

### Conteúdo e colaborações
Villa diversificou seu conteúdo com transmissões de jogos como Minecraft, sessões de Just Chatting, seu próprio evento de boxe e sua participação na Kings League Américas como presidente do clube West Santos FC junto com o artista porto-riquenho Arcángel. Também colaborou com criadores de conteúdo como Adin Ross, IShowSpeed, Sergio Agüero e artistas musicais como Arcángel.
Em 2025, foi anunciada sua luta principal na Velada del Año V ao lado de TheGrefg. O evento será realizado no dia 26 de julho no Estádio La Cartuja, em Sevilha.

## Música

### W Sound
Em 2024, Álvarez lançou o projeto colaborativo W Sound ao lado do produtor Ovy On The Drums. Através da iniciativa, lançou faixas com artistas como Blessd, Ryan Castro e Beéle. O projeto se insere na cena urbana latino-americana, embora tenha recebido críticas por letras consideradas vulgares.

### Discografia

#### Singles

##### Como artista principal
| Título                                                                                            | Ano  | Posições máximas nas paradas | Posições máximas nas paradas | Posições máximas nas paradas | Posições máximas nas paradas | Posições máximas nas paradas | Posições máximas nas paradas | Posições máximas nas paradas | Posições máximas nas paradas | Certificações            | Álbum                           |
| Título                                                                                            | Ano  | EUA                          | EUA Latin                    | ARG                          | CHI                          | EQU                          | PER                          | ESP                          | MUND                         | Certificações            | Álbum                           |
| ------------------------------------------------------------------------------------------------- | ---- | ---------------------------- | ---------------------------- | ---------------------------- | ---------------------------- | ---------------------------- | ---------------------------- | ---------------------------- | ---------------------------- | ------------------------ | ------------------------------- |
| "Soltera (W Sound 01)" (feat. Blessd e Ovy On The Drums)                                          | 2024 | —                            | —                            | —                            | 22                           | 4                            | 22                           | —                            | 58                           | - RIAA: Platina (Latino) | Singles não incluídos em álbuns |
| "Mi Novio Tiene Novia (W Sound 02)" (feat. Valka e Ovy On The Drums)                              | 2024 | —                            | —                            | —                            | —                            | —                            | —                            | —                            | —                            |                          | Singles não incluídos em álbuns |
| "SQ (W Sound 04)" (feat. Ryan Castro e Ovy On The Drums)                                          | 2024 | —                            | —                            | —                            | —                            | —                            | —                            | —                            | —                            |                          | Singles não incluídos em álbuns |
| "La Plena (W Sound 05)" (feat. Beéle e Ovy On The Drums)                                          | 2025 | —                            | 34                           | —                            | —                            | 4                            | 5                            | 1                            | 59                           |                          | Singles não incluídos em álbuns |
| "—" indica que a música não entrou nas paradas ou que os dados das paradas não estão disponíveis. |      |                              |                              |                              |                              |                              |                              |                              |                              |                          |                                 |